# 伦纳德·特里劳尼·霍布豪斯

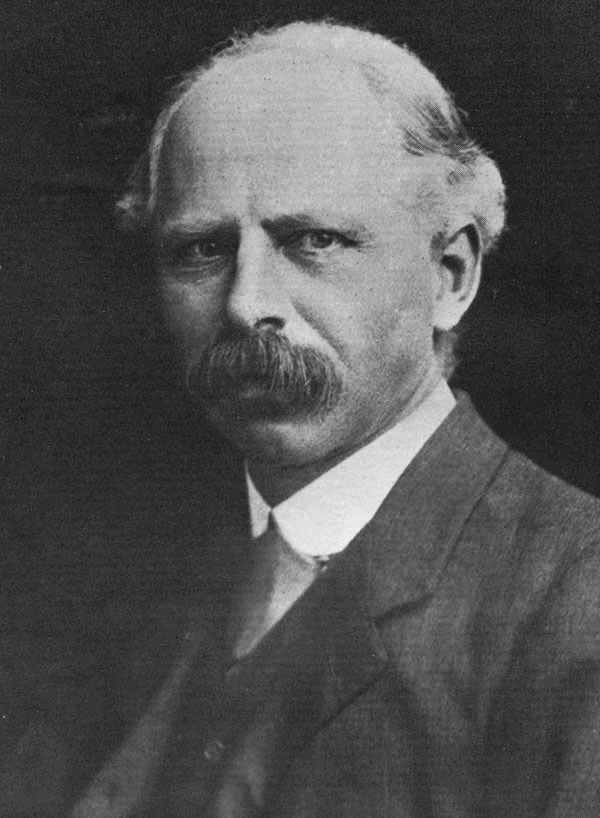
伦纳德·特里劳尼·霍布豪斯

伦纳德·特里劳尼·霍布豪斯（英語： 1864年9月8日—1929年6月21日）是英国自由主义政治家、哲學家、社会学家。他被认为是社会自由主义最早的支持者与领军人物。他的作品与约翰·霍布森、托马斯·希尔·格林一同在社会自由主义者中占有重要地位。

## 思想體系
霍布豪斯在著作《自由主義》中提出了自由主義含有九種要素。包括：公民自由、人身自由、財政自由、社會自由、經濟自由、家庭自由、政治自由、國際自由、地方自由。

### 公民自由
霍布豪斯認為，要得到普遍自由，必須要有普遍的限制。否則會出現一些人自由，一些人不自由。因此若我們假定法治是不偏不倚，每一條法例都應適合所有人。若出現一條法例是對貴族的、一條法例是對富人的、一條法例是對平民，法律就不能保證所有人都享有自由。

### 人身自由
霍布豪斯認為，人身自由最基礎應建基於思想自由。一個人在頭腦形成的想法不應受他人的審判，我們可隨時控制自己的思想。但是，若思想無法發表和交流，一切都沒有意義。因此思想自由應附帶著言論自由、出版自由和著作自由。。

### 國際自由
霍布豪斯在國際自由這論題當中概括成三點：
1. 自由主義的精髓是反對使用武力，武力是一切暴政的基礎。
2. 自由主義的實際需要是反對武裝力量的殘暴專橫。
3. 隨著世界的日趨自由，使用武力將變得沒有意義。如果不是以這種形式征服一個民族，發動侵略是沒有好處的。

### 政治自由和人民主權
在所有權利的背後，就是如何保持權利。然而，這不是單純依賴政治機關和立法機關，人民都必須有主權的意識。他認為自由社会主义應融合民主和自由。並且應建立在個人自由的基础上，同時有助個性的发展。人民若沒有主權的意識，就可能會受到唆擺剝奪富人和征服他人。

### 家庭自由
霍布豪斯認為專制家庭就是專制國家的縮影，因此應摒棄女人和小孩就是人身財產的思想。在家庭自由當中，霍布豪斯提出了三點需要爭取實現。
1. 使妻子成為一個完全承擔責任的人，能夠擁有財產、起訴和被起訴的權利，可以經營自己的業務，對於她的丈夫則享有充份的人身保護。
2. 盡可能按照法律的純粹契約性建立婚姻，婚姻的聖禮可按照雙方宣佈的宗教儀式辦理。
3. 為兒童爭取身心和道德上的關懷，父母應共同擔負一定的責任，若疏忽照顧應予以懲處，同時擬訂一項教育和衛生的公共制度。

總括來說，前兩點則為自由和平等互相表裡的例子，而第三點則被視為傾向社會主義而非自由主義。霍布豪斯對此回應則是，它是兒童權利的基礎，是保護兒童免受父母疏忽的基礎。在此，他堅決主張，國家比父母高一級既是社會主義，也是自由主義，這是中心概念。然而他亦承認，論及此時自由是包含著一定的控制和限制。

### 總結
根據霍布豪斯觀點，他再把以上九要素總結為四點：
1. 自由主義運動是和生活共同發展起來的。它關心的是個人、家庭和國家。它涉及工業、法律︴宗教和倫理道德。
2. 自由主義是一支有效的歷史力量。雖然它的任務在任何地方都未完成，但它幾乎在每一個地方都獲得進展。
3. 關於這些原則的本身，自由主義是一項解放人民、掃清障礙，為自發性活動開闢道路的運動。
4. 我們看到，在許多情況下，從一個方面看是在爭取自由的運動。但從另一個方面看也是在爭取平等的運動，兩者結合己成定論。

最後，霍布豪斯亦補充說明。現在自由的定義和精確仍有很多細節地方需要釐清，但自由主義這股思潮在平等和自由的意義上，經已足以作為現代世界一支活的力量和擁有一定的地位。並且具有把理想化為現實的前景。

## 作品
- 《自由主義》（Liberalism）

## 參看
- 政治學
- 政治哲學